# Psammotettix pallens
Psammotettix pallens är en insektsart som beskrevs av Vilbaste 1980. Psammotettix pallens ingår i släktet Psammotettix och familjen dvärgstritar. Inga underarter finns listade i Catalogue of Life.